# Black Hawks de Saint Catharines
Les Black Hawks de Saint Catharines sont une franchise de hockey sur glace d'Amérique du Nord qui évolue entre 1962 et 1976 dans l'Association de hockey de l'Ontario. L'équipe est affiliée à celle de la Ligue nationale de hockey des Black Hawks de Chicago et est la continuité de l'équipe des Teepees dans la ville de Saint Catharines en Ontario, Canada.

## Histoire

### Trophées
L'équipe remporte le championnat de l'AHO en 1971 et 1974.

### Chronologie de la franchise
- Falcons de Saint Catharines (1943-1947)
- Teepees de Saint Catharines (1947-1962)
- Black Hawks de Saint Catharines (1962-1976)
- Flyers de Niagara Falls (1976-1982)
- Centennials de North Bay (1982-2002)
- Spirit de Saginaw (depuis 2002)